# Enrollador de vela

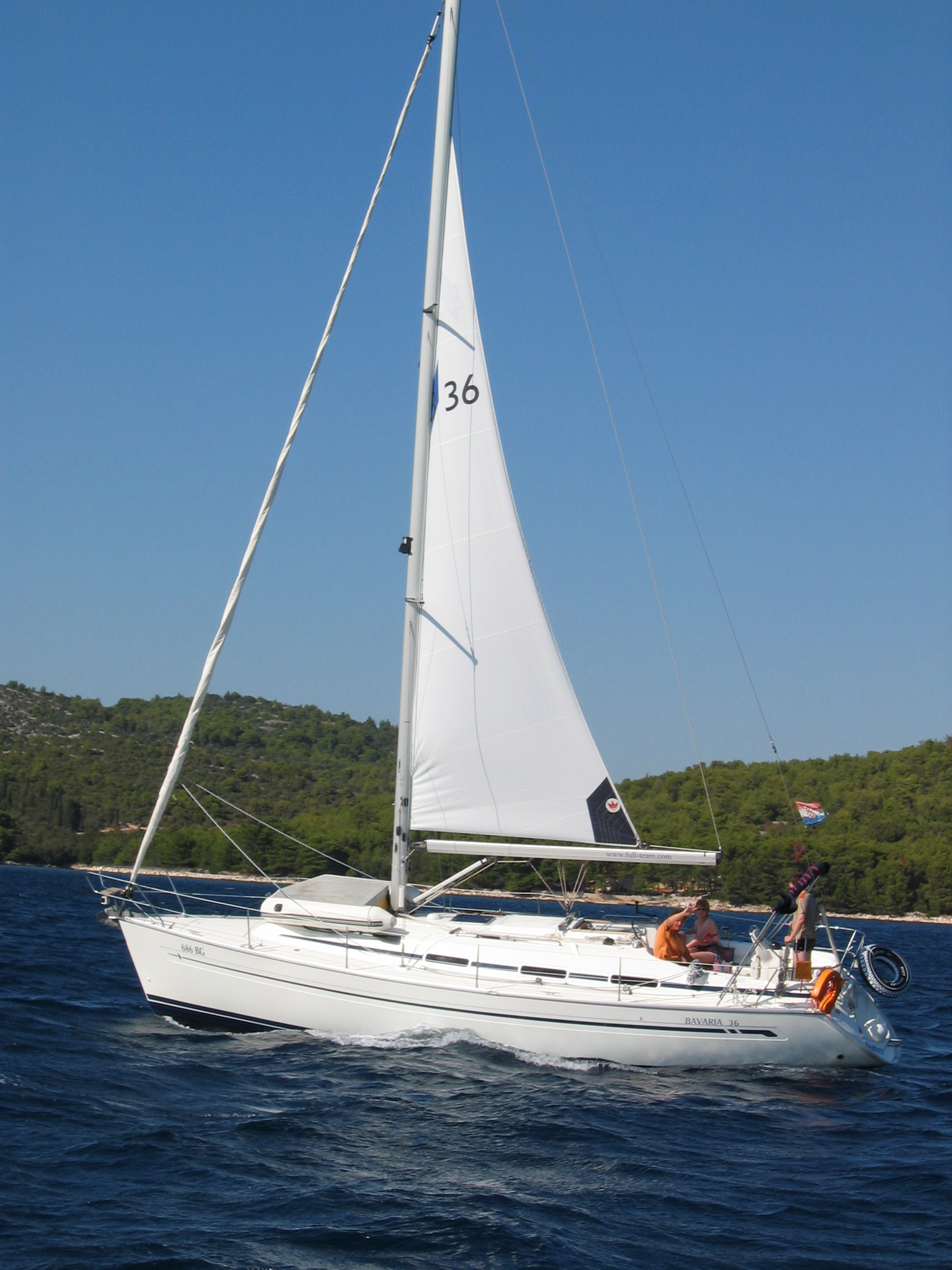
Velero equipado con enrollador de génova y enrollador de vela mayor (al palo)

En un velero, un enrollador de vela sirve para reducir de forma continua la superficie de una vela, ya sea para adaptarla a la fuerza del viento (equivalente a rizar), o bien para almacenarla completamente enrollada. Generalmente, el enrollador suele utilizarse muy a menudo para poder rizar velas de proa como el génova, aunque también hay para rizar la vela mayor .

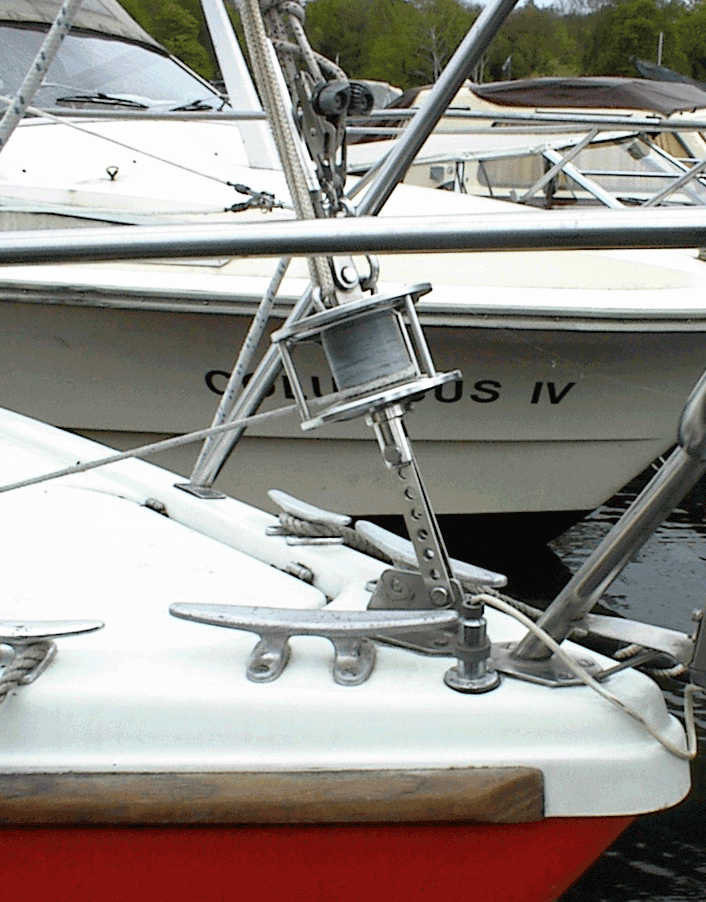
Enrollador en la vela de proa: cuando la cuerda se estira hacia la izquierda, el tambor gira

Al navegar, es necesario adaptar la vela a la fuerza del viento : un viento más fuerte requiere una vela más pequeña (menos superficie), más sólida (peso mayor) y más plana (menos bombeada). La solución más antigua es tener un armario de varias velas, cada una adaptada a una fuerza de viento distinta y, posiblemente, a una rumbo distinta (para la vela de proa). : génova, copo n°1, copo n°2, copo de tormenta, etc), o para reducir la superficie de la vela "rizando". Un enrollador de vela permite utilizar prácticamente la misma vela independientemente de la fuerza del viento, con un ajuste preciso de su superficie. La contrapartida es que la forma (vacío) y el peso de la vela que lleva el enrollador crea un compromiso que no es del todo satisfactorio ni con vientos fuertes ni con vientos ligeros.
Cuando la naturaleza del enrollador no permite desplegar parcialmente la vela. El enrollador está diseñado para velas que por naturaleza no se pueden reducir, como el gennaker .
Hay enrolladores de vela mayor y enrolladores de vela mayor ; Aunque su principio de diseño es similar (enrollamiento de la vela en torno a un tubo rígido mediante una cuerda), el funcionamiento de los diferentes tipos de enrollador presentan diferencias notables.

## Métodos
La idea de un foque enrollable se atribuye normalmente al mayor E du Boulay de Inglaterra, que inventó un dispositivo similar a una persiana enrollable para rizar el foque. El mayor Wykeham-Martin utilizó uno de los rodillos de Boulay y mejoró el sistema incorporando almohadillas de rodillos en 1907 cuando se patentó el sistema. Las piezas de fundición originales fueron hechas por los fabricantes de inodoros "London Bouldings". En la década de 1940 había una gran cantidad de yates de crucero británicos que estaban equipados con este sistema de enrollamiento.
Una de las primeras versiones del enrollador de vela de estay era la siguiente: el borde de ataque de la vela (gracia) a enrollar se lleva de alguna manera, como conectándola a un pedazo de tubo de plástico o cosiendo un material endurecedor como la espuma.. Este borde endurecido sirve para repartir la fuerza del enrollador a lo largo del borde de la vela, por lo que la vela se enrollará en toda su longitud. Este borde endurecido se une entonces a la fuente de energía para el enrollamiento, que puede ser una manivela que gira, una bobina que contiene una cuerda que se estira o un motor.
Murray Scheiner, un marinero y diseñador de aparatos profesional de Great Neck, Nueva York, modernizó el génova enrollable a finales de los años 60. Su inspiración vino de la observación de un amigo marinero discapacitado que requirió que varios miembros de la tripulación levantaran el génova, impidiéndole navegar de forma independiente. Este invento cambió mucho la vela tanto para profesionales como para navegantes de ocio.

## Enrollador de génova

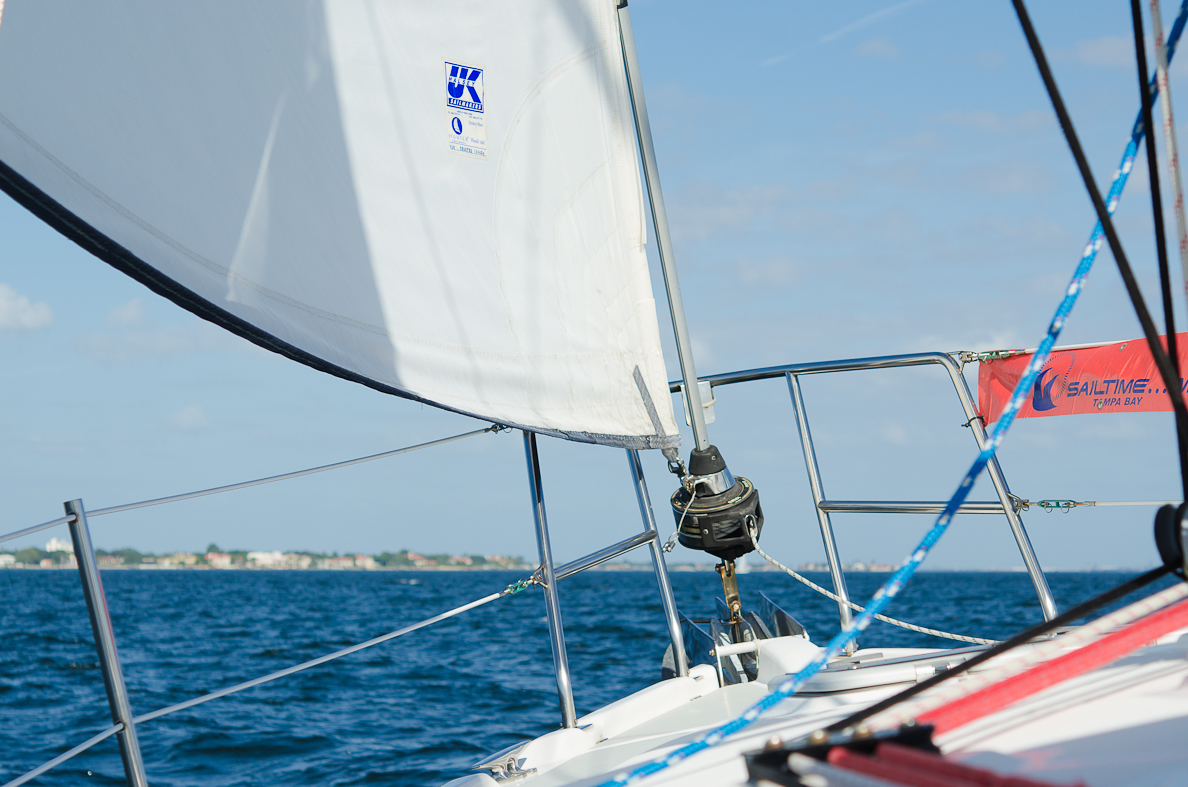
Génova desplegado, tambor enrollador

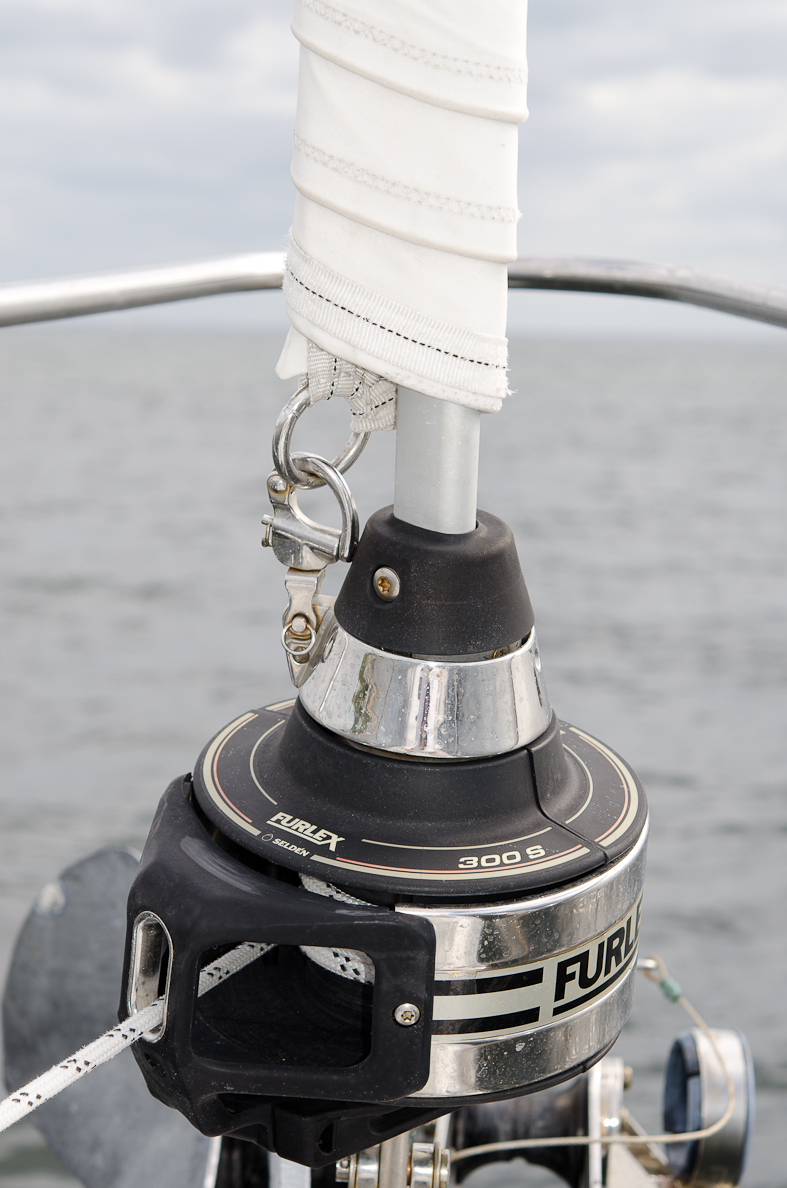
Tambor enrollador de vela mayor

El bobinador consta de una parte giratoria y dos partes fijas :
- la parte giratoria consiste en un tubo metálico ligero que rodea el estay y sobre el que se enrolla la vela. El tubo termina en su parte inferior con un tambor y una parte sobre la que se fija el punto de adherencia de la vela y en su parte superior con una parte sobre la que se fija la punta de la vela (el cabezal) así como la driza
- la parte fija es solidaria con el estay en la parte superior del mástil, con una parte inferior (a nivel del puño de amura) fijada a la cubierta de la embarcación. La parte móvil gira con respecto a las dos partes fijas.

El enrollador de vela de proa está controlado por una cuerda llamada "escota de enrollamiento " o " italiana »,  que se fija en el tambor del carrete. El extremo libre de la cuerda se vuelve hacia la cabina ; cuando se tira de la cuerda, se envuelve la vela alrededor del tubo de enrollamiento. Cuando se estira una de las escotas de la vela de proa, la cuerda se enrolla alrededor del tambor.
Este mecanismo, relativamente sencillo, ha permitido la generalización del enrollador de la vela mayor en veleros de cabotaje o crucero. Entonces, la vela de más área toma el nombre de génova enrollable (GSE). En un cutter, la presencia de una segunda vela mayor dificulta el uso del enrollador; sin embargo, existen dos tipos de enrolladores, uno para el génova en proa y otro para la mayor

## Enrollador de mayor
El otro tipo común de sistema de enrollamiento es para la vela mayor. La vela mayor se puede enrollar en el palo o en la botavara, siendo los sistemas de enrollamiento de la botavara más simples y más habituales. El sistema de enrollamiento de la botavara más sencillo consiste en una botavara que puede girar a lo largo de su eje, con un pestillo para bloquearla en su sitio. Se deben tomar medidas para permitir que la vela mayor se enrolle alrededor de la botavara sin interferir con la capa principal, como la parte de la botavara final. Para enrollar la vela mayor, la botavara se desbloquea y después se gira para dejar la cantidad adecuada de vela mayor y después se bloquea en su sitio. Los sistemas de enrollamiento de botavara más avanzados envuelven el mecanismo de enrollamiento dentro de un tubo con una ranura, de modo que la vela se enrolla dentro de ese tubo; esto también hace que el anclaje de la escota sea más fácil, ya que la escota puede conectarse a la parte exterior de la botavara. Estos sistemas utilizan una cuerda, una manivela accionada manualmente o un enrollador hidráulico-eléctrico.
Permite la reducción de la superficie de la vela mayor sin rizar, la vela mayor queda entonces libre de bolsas de risatl. Hay dos tipos :
- enrollador de palo: la vela se enrolla en el palo ;
- enrollador de botavara: la vela se enrolla en la botavara.

Los palos o botavares enrollables son mucho menos corrientes que las velas de mayores enrollables, especialmente en unidades pequeñas (menos de 8 m). En efecto, mecánicamente más complejos también son más caros y dificultan el control del vacío de la vela cuando su superficie disminuye. Sin embargo, facilitan la navegación con una tripulación reducida y permiten un fino ajuste de la superficie de la vela.

### Enrollador de palo

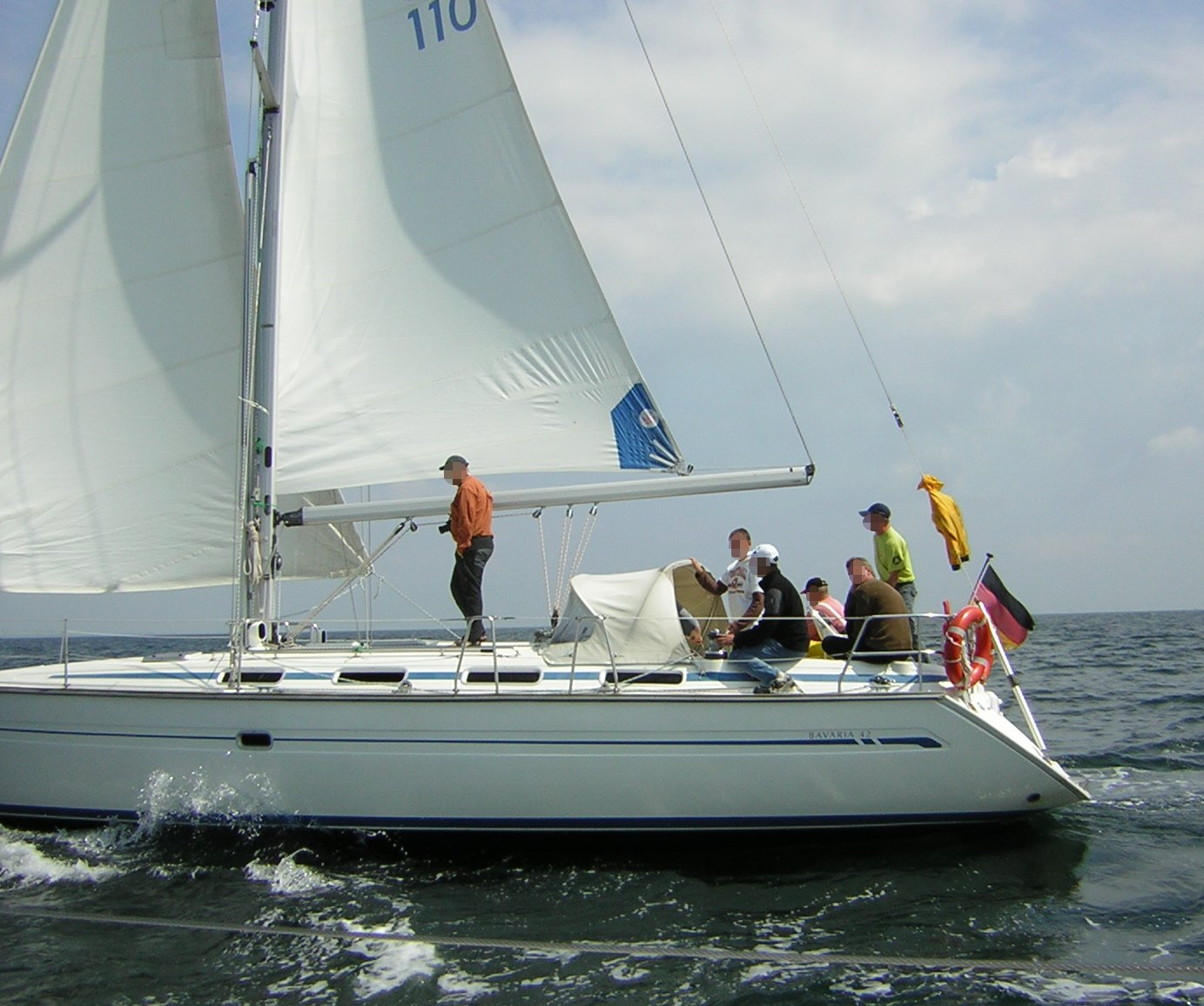
Vela mayor parcialmente enrollada dentro del palo

Dentro del palo hay un tubo de rodillos (los rodillos unidos en el exterior del palo casi han desaparecido). Este tubo se alarga por debajo del nivel de la botavara mediante un tornillo en el que se enrolla una cuerda, cuyo otro extremo se vuelve a llevar a la cabina y que permite enrollar la vela. Otra cuerda se engancha a la escota de la vela, que pasa por un bloque móvil en la botavara, para ser llevada de nuevo a la cabina. ; mientras se recorta este segundo extremo, la vela se desarrolla. Por tanto, estas dos líneas de ajuste funcionan en sentido contrario cuando se cambia la superficie de la vela.
Entre los inconvenientes de este sistema se encuentran: una vela más pequeña que la vela original, la imposibilidad de utilizar una vela estándar. También se ha apuntado que si después de una maniobra falsa o de una vela dañada, por ejemplo, un bloqueo impide que la vela mayor se enrolle en el palo, el navegante puede quedar en una situación peligrosa.

### Enrollador de botavara
Heredero de las antiguas botavaras rotativas, el mecanismo moderno enrolla la vela mayor en un mandril situado en el interior de la botavara y dotado de un tambor donde se enrolla la cuerda de control. Este extremo enrollador, así como la driza de la vela mayor, se devuelven a la cabina y permiten ajustar, en oposición, la superficie de la vela mayor. Un perfil añadido al palo guía el movimiento vertical de la vela durante el ajuste.
Las ventajas de este sistema respecto al anterior son su menor coste (porque se instala en la botavara que es más pequeña que el palo), su mejor distribución del peso (menor centro de gravedad), el mantenimiento de toda la superficie de la vela mayor que se puede listón y por último su mejor accesibilidad del mecanismo en caso de problema. La principal desventaja está relacionada con la necesidad de un enrollamiento perfecto de la vela : la botavara debe mantenerse horizontal cuando se enrolla (generalmente con una contra rígida) y la vela debe estar perfectamente cortada para el enrollador. Este sistema finalmente parece más interesante que el enrollador de palo.